# ステファニー・スコット
ステファニー・ノエル・スコット（Stefanie Noelle Scott、1996年12月6日 - ）は、アメリカ合衆国の女優、歌手。主演を務めた『インシディアス 序章』のクイン・ブレナー役として知られる。2011年と2012年にヤング・アーティスト・アワードを受賞した。

## 来歴

### 生い立ち
ステファニー・スコットは1996年12月6日アメリカ合衆国イリノイ州シカゴで生まれた。スコットの母方の祖父はチェコ系アメリカ人。また、イングランド系、アイルランド系、ドイツ系の血を引いている。二人の兄、トロイ(Troy)とトレント(Trent)がいる。子供時代はフロリダ州インディアランティックに住んでいた。

### 2008年-2013年: キャリア初期、『天才学級アント・ファーム』
8歳の時にフロリダ州メルボルンで舞台劇『アニー』に出演し主人公の少女アニーを演じている。その他コマーシャル、広告の仕事をしていた。2007年の夏、10歳の時に舞台劇サウンド・オブ・ミュージックでトラップ一家の娘の一人マルタを演じている。
2008年NBCのテレビドラマ 『CHUCK/チャック』に出演し主人公イヴォンヌ・ストラホフスキー(サラ・ウォーカー)の12歳の少女期を演じた。同年、コメディ映画 Beethoven's Big Break に出演。11月19日、初のシングル曲 "Break the Floor" が発売され12月に "Shoulda Woulda Coulda" が発売。2009年6月8日 New Girl In Town EP盤を発売した。8月と9月の Discovery Girls 誌で仕事をしている。
2009年ディズニー・チャンネルのアニメーション番組『きんきゅうしゅつどう隊 OSO』で声の出演、同年コメディドラマ The New Adventures of Old Christine に出演、2010年コメディドラマの Funny in Farsi と Sons of Tucson に出演している。
2010年ロブ・ライナー監督、1963年が舞台のドラマ映画 Flipped はミシガン州で撮影されデイナ・トレスラー役を演じヤング・アーティスト・アワードを受賞した。

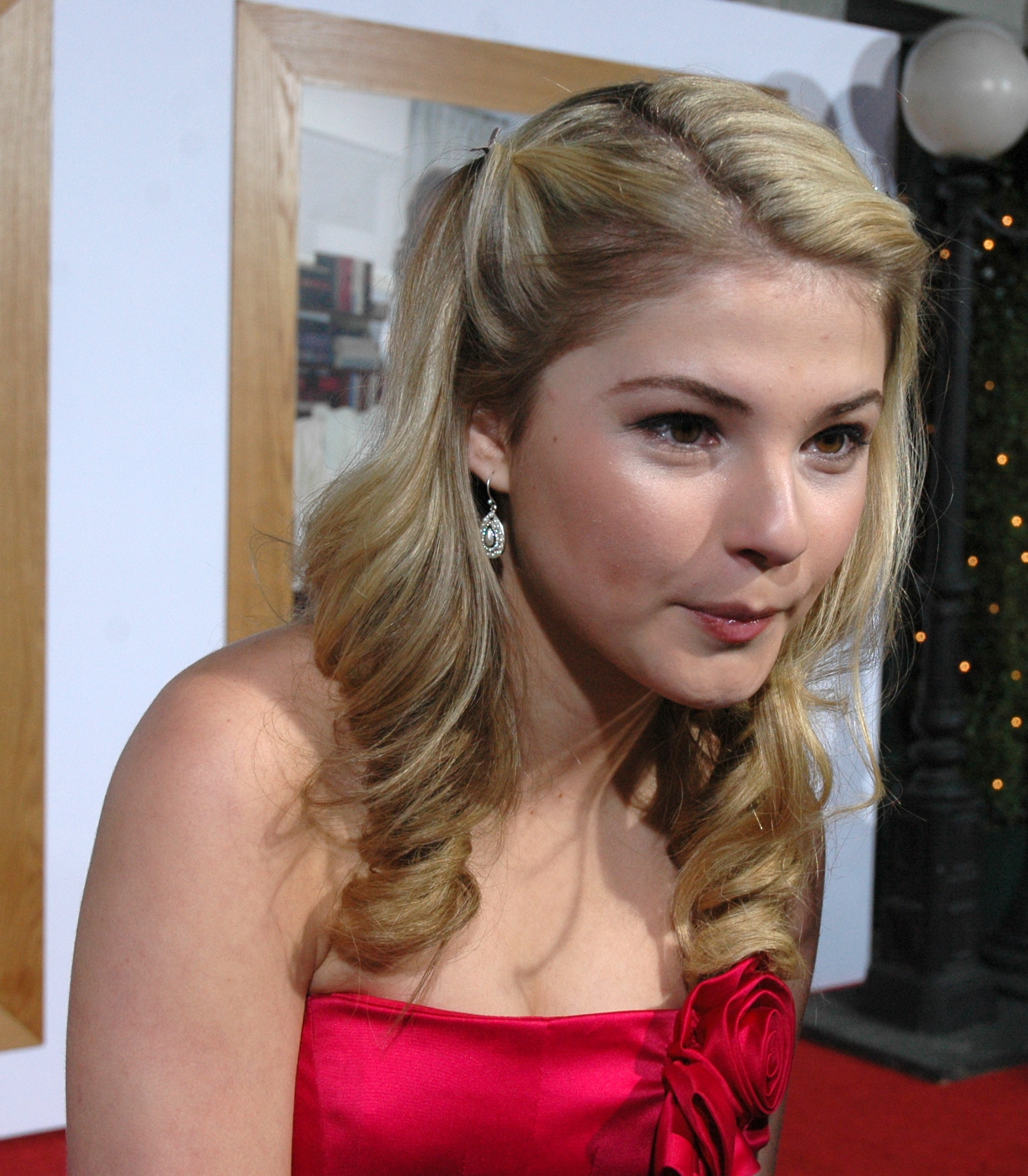
『抱きたいカンケイ』
映画プレミア（2011年1月11日）

2011年ロマンティック・コメディ映画『抱きたいカンケイ』ではナタリー・ポートマン(エマ)の少女期を演じている。
同年5月ディズニー・チャンネル放送番組の出演者が4チームに別れて運動会で競う『フレンズ・フォー・チェンジ ゲームズ』でブルーチームの一員として出場した。日本では同年9月18日から4週にわたってディズニー・チャンネルで放送された。
2011年から3シーズン続いたディズニー・チャンネルのコメディドラマ『天才学級アント・ファーム』でチアリーダーのレクシー・リード役を務め、翌年ヤング・アーティスト・アワードを受賞した。同年、"Girl I Used To Know" のシングル曲が発売されミュージック・ビデオも制作されている。
2012年ディズニー・チャンネル・オリジナル・ムービー『フレネミーズ』で使用された楽曲「ポーズ」はスコットとカーロン・ジェフリーによって歌われており『天才学級アント・ファーム サウンドトラック』に収録されている。同年3月テイラー・スウィフトの楽曲 "Safe & Sound" をカバーし発表している。同年9月18日シングル曲 "FYI" を発売。
米国で2012年11月2日、日本で2013年3月23日、劇場公開アニメーション映画『シュガー・ラッシュ』に声の出演でプレイヤーの女の子(Moppet Girl)を務めている。2013年5月ポップ・バンド Before You Exit のミュージック・ビデオ "I Like That" にゲスト出演。同年8月8日、米国ABCのトークショー番組『ザ・ビュー』に出演。
同年9月8日放送されたフード・ネットワークの料理リアリティ番組 Rachael vs. Guy: Celebrity Cook-Off では出場者の子供達が料理の腕を競う中、セレブのゲスト審査員をしている。
テイラー・スウィフトの楽曲「エヴリシング・ハズ・チェンジド (フィーチャリング・エド・シーラン)」をカバーしたシングル曲は同年11月21日に発売、ミュージック・ビデオはオハイオ州で撮影された。ディズニー・チャンネルのコメディドラマ『ジェシー!』で田舎から都会ニューヨークへ転居してきた女の子メイベル役を演じている。

### 2014年-現在: 映画
2014年、刑事ドラマ『LAW & ORDER:性犯罪特捜班』第15シーズンの2つのエピソードに登場しウェイトレスの性犯罪被害者クレア・ウィルソンを演じている。3月にCBSのドラマ Red Zone パイロット版でチアリーダーのキャロライン(Caroline)役を演じノースカロライナ州で撮影を行っている。4月8日シングル曲 "I Don't Wanna Let You Go" が発売。
6月にホラー映画『インシディアス』シリーズ第3作目『インシディアス 序章』 のヒロイン役にキャスティングされたことが発表される。撮影は同年7月から8月に行われ米国で2015年6月5日（日本2016年1月16日）各国で公開された。
ロマンティックミュージカル・ファンタジー・コメディドラマ映画『ジェム＆ホログラムス』（2015年）で1980年代のアニメーション作品を元に実写化されたガールズ・バンドの一員キンバーに配役されたことが2014年4月に発表される。撮影は同月から5月にかけ収録された。同作品サウンドトラック曲 "Hit Me Up" はスコットのソロで歌われている。
2014年10月に撮影されたスリラー映画 Caught（2015年）では誘拐される少女アリー(Allie)を演じている。同作品は2015年6月、ロサンゼルス映画祭に出品されている。
2014年11月から12月にかけ収録されたドラマ映画 Life at These Speeds（2016年）では主人公グレアム・ロジャース(ケビン)のガールフレンドおよびソウルメイトで交通事故で死亡するエリー(Ellie)役を演じている。
2015年4月、監督ジョン・ムーアの復讐スリラー映画『サイバー・リベンジャー』（2016年）に主演ピアース・ブロスナンとアンナ・フリエルの娘ケイトリン役で出演、ITコンサルタントにストーカーされる役柄を演じることが発表された。2015年6月、女優・歌手ヘイリー・キヨコのミュージック・ビデオに出演、少女 Coley を演じている。2018年SXSWでプレミア公開されたSF映画『インフィニティ -覚醒-』では超自然能力を持つアレックス役で主演している。

### 慈善活動
非営利慈善団体である小児がん基金の親善大使を務めクッキーを販売した収益の中から小児がんの研究資金を得る活動をしている。2011年8月と2014年5月4日に、カリフォルニア州オレンジ郡小児病院に入院している子供たちを訪問。2014年6月コロラド州デンバー小児病院を訪れ重病の子供たちへの支援するライアン・シークレスト財団の会合に参加した。
2015年5月24日、首都ワシントンD.C.の国会議事堂前で開催されたメモリアルデーコンサートでは戦争で亡くなった軍人と残された子供（ゴールドスター・チルドレン）への敬意を捧げるスピーチを行った。2015年10月、映画共演者と共にオレンジ郡小児病院とロードアイランド州ハスブロ小児病院を訪問している。

### 私生活
- 親しい兄と一緒に映画鑑賞スポーツ観戦や買い物[73]をしたりアラスカ旅行[74]に行っている[75]。
- ラジオ・ディズニー・ミュージック・アワード 2014 (英語版) のアフター・パーティーでホストを務めた[76]。
- 2012年11月25日に開催されたハリウッド・クリスマス・パレードで『天才学級アント・ファーム』のキャストと共にオープンカーに乗りパレードに参加した[77]。
- 『天才学級アント・ファーム』のキャストで特に親しい共演者はジェイク・ショートと語っている[10]。2013年5月の最終回収録最後のシーンではスコットをはじめ泣いていた。番組の打ち上げが行われファンに3年間の感謝を表明した[78][79]。
- フレズノ・グリズリーズの始球式に登場し投球した[80]。
- 15歳と[81]16歳の誕生日を[82]ディズニーランドで祝った。
- 17歳の誕生日をウォルト・ディズニー・ワールド・リゾートで祝った[83]。
- 2014年のオスカー・アフター・パーティーに初めて参加した[84]。
- キッズ・チョイス・アワード2014に赤のミニドレス、髪を編みこんだスタイルで登場[85]。
- 「私はブロードウェイに行きたい。そんなニューヨークを愛している」と答えている[9]。
- 『LAW & ORDER:性犯罪特捜班』に出演したスコットの演技をゼンデイヤは「彼女はとても良かった」とコメントした[86]。

## 主な出演作品

### 映画
| 年   | 邦題 原題                                                  | 役名                                | 備考 |
| ---- | ---------------------------------------------------------- | ----------------------------------- | --- |
| 2008 | Beethoven's Big Break                                      | ケイティ Katie                      | |
| 2010 | Flipped                                                    | デイナ・トレスラー Dana Tressler    | |
| 2011 | 抱きたいカンケイ No Strings Attached                       | エマ・カーツマン(少女期) Young Emma | |
| 2012 | フレネミーズ Frenemies                                     | ジュリアン Julianne                 | ディズニー・チャンネル・オリジナル・ムービー                                                                  |
| 2012 | シュガー・ラッシュ Wreck-It Ralph                          | プレイヤーの女の子 Moppet Girl      | 声の出演 |
| 2015 | インシディアス 序章 Insidious: Chapter 3                   | クイン・ブレナー Quinn Brenner      | |
| 2015 | Caught                                                     | アリー Allie                        | |
| 2015 | ジェム&ホログラムス Jem and the Holograms                  | キンバー・ベントン Kimber Benton    | |
| 2016 | サイバー・リベンジャー I.T.                                | ケイトリン・リーガン Kaitlyn Regan  | |
| 2017 | スモール・タウン・クライム -回り道の正義- Small Town Crime | アイビー Ivy                        | |
| 2017 | 1 Mile to You                                              | エリー Ellie                        | |
| 2018 | インシディアス 最後の鍵 Insidious: The Last Key            | クイン・ブレナー Quinn Brenner      | |
| 2018 | インフィニティ -覚醒- At First Light                       | アレックス Alex                     | 「カリテ・ファンタスティック！シネマコレクション2018」にて上映 日本版DVDのタイトルは『インフィニティ -覚醒-』 |
| 2018 | ビューティフル・ボーイ Beautiful Boy                       | ジュリア Julia                      | |
| 2018 | Spare Room                                                 | ハンナ Hannah                       | |
| 2018 | Good Girls Get High                                        | ダニエル Danielle                   | |
| 2019 | 死霊船 メアリー号の呪い Mary                               | リンゼイ Lindsay                    | |
| 2020 | Hell House                                                 | Dawn Ferguson ドーン・ファーガソン  | |
|      | The Last Thing Mary Saw                                    | Mary メアリー                       | |

### テレビ番組
| 年      | 邦題 原題                                                             | 役名                                          | 備考 |
| ------- | --------------------------------------------------------------------- | --------------------------------------------- | --- |
| 2008    | CHUCK/チャック Chuck                                                  | サラ(12歳) Sarah at 12 years old              | 第2シーズン第10話 「チャック VS デロリアン」 "Chuck Versus the DeLorean"                                       |
| 2009    | きんきゅうしゅつどう隊 OSO Special Agent Oso                          | エマ Emma                                     | 声の出演、第1シーズン第20話 「ふゆのことり/きいろいスクールバス」"Goldfeather/Live and Let Ride"               |
| 2009    | The New Adventures of Old Christine                                   | ブリトニー・バーク Britney Burke              | 第5シーズン第6話 "The Curious Case of Britney B"                                                               |
| 2010    | Funny in Farsi                                                        | デビー・アップルビー Deborah "Debbie" Appleby | 第1シーズン第1話 "Pilot"                                                                                       |
| 2010    | Sons of Tucson                                                        | モリー Molly                                  | 第1シーズン第10話 "Kisses and Beads"                                                                           |
| 2011-14 | 天才学級アント・ファーム A.N.T. Farm                                  | レクシー・リード Lexi Reed                    | メインキャスト                                                                                                 |
| 2011    | フレンズ・フォー・チェンジ ゲームズ Disney's Friends for Change Games | 本人                                          | ブルーチームの一員                                                                                             |
| 2013    | Rachael vs. Guy: Celebrity Cook-Off                                   | 本人                                          | ゲスト審査員、第1シーズン第1話 "First Lady Luncheon"                                                           |
| 2014    | LAW & ORDER:性犯罪特捜班 Law & Order: Special Victims Unit            | クレア・ウィルソン Clare Wilson               | 第15シーズン第12話 「堕ちたニュージャージー」 "Jersey Breakdown" 第17話 「堕ちたロリンズ」 "Gambler's Fallacy" |
| 2014    | ジェシー! Jessie                                                      | メイベル Maybelle                             | 第3シーズン第9話(第62話) 「自分らしくあれ」 "Hoedown Showdown"                                                 |
| 2014    | Red Zone                                                              | キャロライン Caroline                         | パイロット版                                                                                                   |

## ディスコグラフィ
| 曲名                                                      | 年   | アルバム |
| --------------------------------------------------------- | ---- | -------- |
| "Break the Floor"                                         | 2008 | N/A      |
| "Shoulda Woulda Coulda"                                   | 2008 | N/A      |
| "Girl I Used to Know"                                     | 2011 | N/A      |
| "FYI"                                                     | 2012 | N/A      |
| "Everything Has Changed" (feat. スペンサー・サザーランド) | 2013 | N/A      |
| "I Don't Wanna Let You Go"                                | 2014 | N/A      |

| アルバム名       | 情報                                                              |
| ---------------- | ----------------------------------------------------------------- |
| New Girl In Town | - 発売日: 2009年6月8日 - フォーマット: CD、デジタル・ダウンロード |

### その他の楽曲
| 曲名             | 年   | アーティスト                                                                           | アルバム                                  |
| ---------------- | ---- | -------------------------------------------------------------------------------------- | ----------------------------------------- |
| ポーズ "Pose"    | 2012 | ステファニー・スコット feat. カーロン・ジェフリー                                      | 天才学級アント・ファーム サウンドトラック |
| "Youngblood"     | 2015 | ヒラリー・ダフ feat. オーブリー・ピープルズ、ステファニー・スコット                    | Jem and the Holograms                     |
| "Hit Me Up"      | 2015 | ステファニー・スコット                                                                 | Jem and the Holograms                     |
| "We Got Heart"   | 2015 | オーブリー・ピープルズ、オーロラ・ペリノー、ステファニー・スコット、ライアン・ガスマン | Jem and the Holograms                     |
| "Youngblood"     | 2015 | オーブリー・ピープルズ、ステファニー・スコット                                         | Jem and the Holograms                     |
| "I'm Still Here" | 2015 | オーブリー・ピープルズ、ステファニー・スコット                                         | Jem and the Holograms                     |

### ミュージック・ビデオ
| 曲名                     | 年   | 監督                                             | 備考                                                         |
| ------------------------ | ---- | ------------------------------------------------ | ------------------------------------------------------------ |
| "Girl I Used to Know"    | 2011 | クリス・グリーダー                               |                                                              |
| "Dynamite"               | 2011 | ジェームス・レレーゼ                             | チャイナ・アン・マクレーンのミュージック・ビデオにゲスト出演 |
| "I Like That"            | 2013 | ラウル・ゴンゾ                                   | Before You Exit のミュージック・ビデオにゲスト出演           |
| "Everything Has Changed" | 2013 | グラハム・フィールダー                           | テイラー・スウィフトのカバー曲                               |
| "Girls Like Girls"       | 2015 | ヘイリー・キヨコ、オースティン・Ｓ・ウィンチェル | ヘイリー・キヨコのミュージック・ビデオに出演（Coley役）      |

## 受賞歴
| 年   | 賞                             | カテゴリ                                    | ノミネート対象                      | 結果       | 参照    |
| ---- | ------------------------------ | ------------------------------------------- | ----------------------------------- | ---------- | ------- |
| 2009 | ヤング・アーティスト・アワード | DVD映画の最優秀演技                         | Beethoven's Big Break               | ノミネート | [ 102 ] |
| 2009 | ヤング・アーティスト・アワード | テレビシリーズの最優秀演技 - ゲスト出演女優 | CHUCK/チャック                      | ノミネート | [ 102 ] |
| 2010 | ヤング・アーティスト・アワード | テレビシリーズの最優秀演技 - ゲスト出演女優 | The New Adventures of Old Christine | ノミネート | [ 103 ] |
| 2011 | ヤング・アーティスト・アワード | 長編映画の最優秀演技 - 助演女優             | Flipped                             | 受賞       | [ 1 ]   |
| 2012 | ヤング・アーティスト・アワード | 長編映画の最優秀演技 - 助演女優             | 抱きたいカンケイ                    | ノミネート | [ 2 ]   |
| 2012 | ヤング・アーティスト・アワード | テレビシリーズの最優秀演技 - 助演女優       | 天才学級アント・ファーム            | 受賞       | [ 2 ]   |
| 2013 | BTVAアワード                   | 長編映画の最優秀声優アンサンブル            | シュガー・ラッシュ                  | 受賞       | [ 104 ] |
| 2016 | ピープルズ・チョイス・アワード | 好きなスリラー映画                          | インシディアス 序章                 | ノミネート | [ 105 ] |